# Броненосці типу «Террібль»
Броненосці типу «Террібль» (фр. Classe Terrible, «Жахливий») - серія з чотирьох броненосців другого класу, побудованих для ВМС Франції в 1870-1880-х роках. Призначалися для служби на Балтиці і в Середземному морі, іноді визначаються як броненосці берегової оборони. Озброювалися артилерією найбільшого калібру за всю історію французького військового кораблебудування. Списані на брухт в 1911-1922 роках.

## Історія
Франко-прусська війна 1870-1871 року стала хорошим уроком для французького флоту. Побудований з розрахунку на ведення війни у відкритому морі проти Великої Британії, французький флот не мав достатньої кількості придатних до дій на мілководдях поблизу німецького узбережжя і як наслідок — всю війну лише  підтримував блокаду німецьких портів.
Подібна ситуація, на думку французьких адміралів, не повинна  була повторитися. Хоча Велика Британія залишалася традиційним противником французького флоту, тепер він був зобов'язаний також враховувати можливість бойових дій проти Німеччини та Італії. Німецький флот в 1870-х суттєво посилився, і хоча все ще значно поступався французькому, міг становити небезпеку у прибережних водах Балтики. У той же час, враховуючи можливість війни проти Великої Британії, будувати мало морехідні кораблі французи також не хотіли.
У 1876 році було прийнято рішення про будівництво чотирьох «броненосців для Балтики». Це повинні були бути невеликі броненосці 2-го класу, з низьким надводним бортом і помірною морехідністю. При цьому, вони повинні були володіти достатньо високою швидкістю, і озброєнням і захистом, що перевершують такі у будь-яких наявних на той момент німецьких броненосців.

## Конструкція

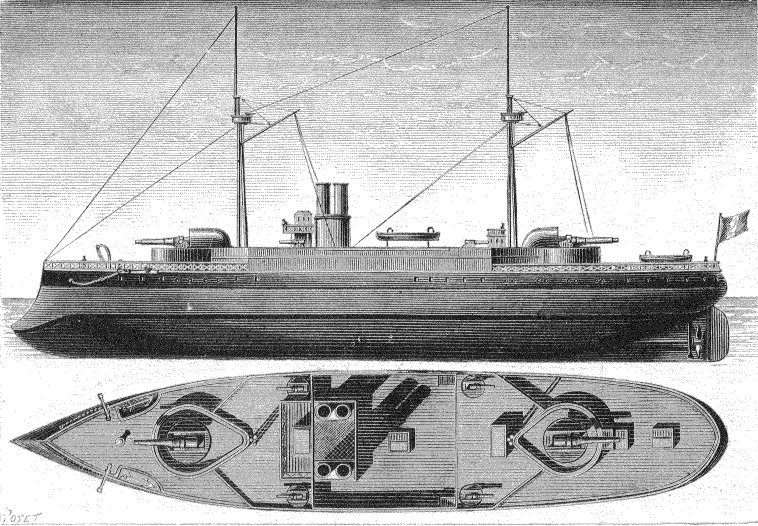
Схема броненосця "Індомптабль"

«Балтійські броненосці» французького ВМФ були невеликими барбетними кораблями, водотоннажністю близько 7530 тонн. Вони мали дуже низький надводний борт і гладку верхню палубу, без напівбаку і напівюту. У центрі палуби, з'єднуючи основи барбетів, проходила невисока октогональна надбудова з двома містками (носовим і кормовим), двома легкими бойовими баштами і двома поставленими поряд спареними трубами. Кораблі мали традиційний для французької кораблебудування сильний завал бортів всередину.
Через низький борт при дуже потужному бронюванні і озброєнні, класифікація цих кораблів була ускладнена. Їх вважали або  броненосцями берегової оборони,чи океанських броненосцям другого рангу.

### Озброєння
Головний калібр броненосців типу «Terrible» складали два величезних 419-міліметрових 22-калиберных гармати. Ці нарізні казнозарядні монстри,які важили більше сотні тонн кожен, були змонтовані у носовій і кормовій барбетних установках і прикриті від шрапнелі та осколків обертовими куполами, які прикривали гармату до середини ствола. Пробивна сила гармат була величезна: на малій дистанції вони могли пробити більше півметра кованої залізної броні. На момент закладки корабля, на Балтиці не було жодного флоту, який мав хоча б порівнянну артилерію.
Але скорострільність цих гармат була надзвичайно низькою. Насамперед через складності обслуговування таких важких гармат і необхідність встановлення у діаметральну площину і під фіксований кут піднесення для перезарядки аби здійснювати цей процес під захистом броні. Темп ведення вогню не перевищував одного пострілу в 5 і більше хвилин навіть в ідеальній ситуації. Точність і надійність їх також викликали сильні сумніви. Крім того, струс від пострілів виявилося дуже сильним для невеликого корабля, а при невеликому куті піднесення, порохові гази повністю руйнували палубний настил.
Допоміжна артилерія складалася з чотирьох 100-міліметрових нарізних казенозарядных гармат, що стояли по кутах на даху надбудови корабля. Ці гармати призначалися для ураження неброньованих ділянок ворожих броненосців, також проти легких одиниць таких як корвети і канонерські човни.
Озброєння проти міноносців складалося з 2-4 (на різних кораблях) 3-фунтових скорострільних гармат, і 16 однофунтових револьверних гармат Гочкіса. Гармати були встановлені на надбудові корабля, і додатково призначалися для обстрілу екіпажу і уразливих частин кораблів противника в разі зближення для торпедної або таранної атаки.
Кораблі також мали чотири підводними 356-міліметрових торпедних апарати. Також броненосці серії «Террібль» були оснащені потужним сильно видатним вперед тараном з кованого заліза.

### Броньовий захист

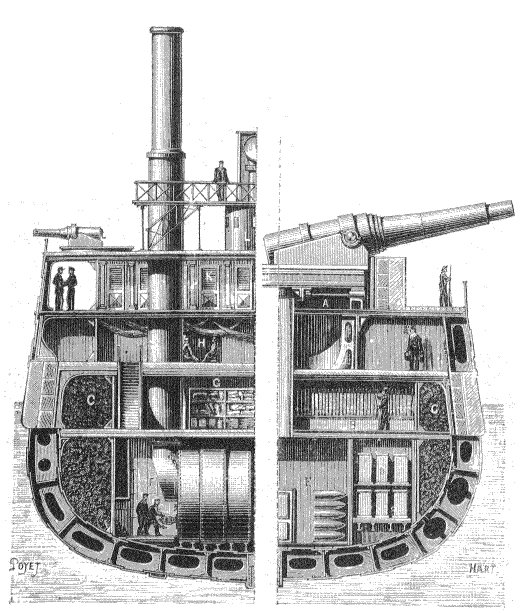

Подібно озброєння, бронезахист була екстраординарно потужним для кораблів невеликої водотоннажності. «Террібль» був захищений сталевою бронею, три наступних кораблі несли сталево-залізну броню фірми «Компаунд», що мала меншу міцність, але була менш схильна до утворення тріщин від ударів.
Потужний броньовий пояс тягнувся по всій довжині корабля, досягаючи в центральній частині (між барбетами головного калібру) максимальної товщини 510 міліметрів біля верхнього краю і 410 міліметрів у нижньому. У краях корабля пояс ставав тоншим: носова частина була захищена плитами товщиною від 305 мм (верхній край) до 250 мм (нижній край), а кормова — від 305 мм до 203 мм відповідно. Відразу за поясом знаходились верхні вугільні ями, які додатково підсилювали захист.
Барбети головного калібру являли собою грушоподібної форми кільця броні, що стояли на головній палубі. У широкої частини барбету, на обертовій платформі розташовувалася гармата: у вузькій задній частині (примикала до надбудови) розміщувалася гідравлічна апаратура заряджання. Барбети прикривалися плитами з 457-міліметрової броні, а їх броньові ковпаки, що оберталися разом із гарматою і мали захищати обслугу від куль і осколків, були виготовлені із сталі і мали товщину 31 мм.
Нижче рівня верхньої палуби бронювання установок головного калібру було відсутнє: барбети просто стояли на палубі корабля. До розташованих під ватерлінією артилерійських льохів вели вузькі труби елеваторів, захищені 210-мм броньовими плитами.
Горизонтальний захист забезпечувала плоска броньована палуба, що проходила вздовж верхнього краю пояси і складалася з 80 міліметрів залізних плит на 25-міліметровою сталевій основі.

### Силова установка
Кораблі приводилися в рух двома вертикальними компаундовськими паровими машинами, які отримували пару від дванадцяти («Реквін» — десяти) циліндричних котлів. Загальна потужність становила близько 6500 кінських сил, що забезпечувало цілком прийнятну на момент закладки швидкість в 14,5-15 вузлів. Запас вугілля становив 500 тонн, дальність плавання — близько 7000 км.

## Модернізації

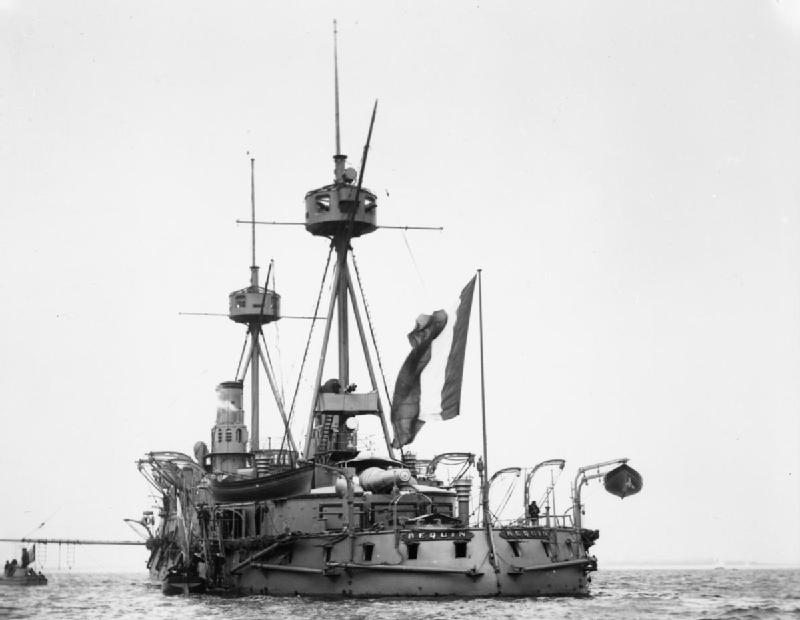
Вид з корми на броненосець "Рекуін"

Озброєння кораблів типу «Террібль» одразу зазнало потужної критики. Основною причиною нарікань була надзвичайно низька скорострільність гармат, що при малих дистанціях бою того часу просто не дозволяло зробити більш одного-двох пострілів перед зближенням для таранної або торпедної атаки. Ймовірність влучення всього двох гармат головного калібру, які навіть у ідеальній ситуації стріляли раз на п'ять хвилин, видавалася сумнівною.
В 1898 році, «Террібль», мав найбільше проблем зі своїми «обрізаними» гарматами спробували переозброїти, замінивши гігантські 419-мм гармати на більш сучасні 330-міліметрові 35-калиберные гпармати зразка 1893 року. Вогнева міць корабля суттєво зросла. Тим не менш було зрозуміло, що просте переозброєння головного калібру не зробить застарілий барбетний корабель сучасним.
У 1898-1901, три інших корабля серії — «Каман», «Реквін» і «Індомптабль» — були направлені на капітальну реконструкцію. Їх величезні старі гармати демонтували і замінили сучасними баштовими установками з 274-міліметровими 40-калиберними гарматами, більш потужними і скорострільними. Допоміжне озброєння було переглянуто: кораблі отримали шість 100-міліметрових скорострільних гармат і чотирнадцять нових  3-фунтових гармат проти міноносців. Торпедні апарати «Реквіна» демонтували. На інших двох кораблях їх кількість зменшили до двох. На «Реквіні», старі котли замінили на 12 котлів Ніклосса, а  дві спарені труби замінили двома одинарними.

## Оцінка проекту
Броненосці типу «Террібль» були досить оригінальними кораблями порівняно невеликої водотоннажності. У прибережних водах, де їх низька морехідність практично не позначалася на боєздатності, ці невеликі кораблі перевершували за озброєнням, захищеністю і швидкістю всі наявні на той час німецькі і російські броненосці, і цілком могли протистояти на рівних з набагато більшим британськими та італійським кораблям.
У той же час, назвати ці кораблі вдалими можна було тільки для того порівняно короткого періоду їх ранньої кар'єри  - кінця 1870-х — початку 1880-х, коли основою корабельної артилерії були  гармати-монстри з великою пробивною силою, але малою скорострільністю. За цих умов надважка артилерія і надійний броньований захист лише життєво важливих частин корабля площі бронювання «Террібль» цілком відповідали світовим стандартам. Але поява в кінці 1880-х більш ефективних важких гармат дещо меншого калібру (254-343 міліметрових) з більш високою скорострільністю і збільшеною дальністю бою, а також широке поширення скорострільної артилерії середніх калібрів з  унітарним заряджанням призвели до того, що броненосці типу «Террібль» швидко застаріли. Їх короткоствольні гармати-монстри, придатні лише для бою на малих дистанціях, не могли протистояти новим далекобійним та скорострільним гарматам. До того ж, схема бронювання французьких броненосців робила їх практично беззахисними проти снарядів скорострільних гармат середнього калібру  і тонкостінних фугасних снарядів нових важких гармат.
Як наслідок, броненосці типу «Terrible» стали свого роду межею розвитку основних напрямів кораблебудування свого часу, довівши їх майже до абсурду. Подальше удосконалення пішло у напрямі більш збалансованих конструкцій.

## Див також.
Henri IV (1903) - останній французький броненосець другого класу. 